# Parascotia cognata
Parascotia cognata là một loài bướm đêm trong họ Erebidae.